# South Staffordshire
South Staffordshire är ett distrikt (motsvarande kommun) i grevskapet Staffordshire i England, Storbritannien. Distriktet har 111 527 invånare (2022). Större orter är Codsall, Great Wyrley, Perton och Wombourne. Distriktet är indelat i 29 civil parishes.